# HMS Pandora (N42)
| «Пандора» (N42)                                                       | «Пандора» (N42) | «Пандора» (N42) |
| --------------------------------------------------------------------- | --- | --- |
| HMS Pandora (N42)                                                     | | |
|                                                                       | | |
| Британський підводний човен «Пандора». 1930                           | | |
| Верф                                                                  | Vickers-Armstrongs, Барроу-ін-Фернесс | Vickers-Armstrongs, Барроу-ін-Фернесс |
| Під прапором                                                          | Велика Британія | Велика Британія |
| Належність                                                            | Військово-морські сили Великої Британії | Військово-морські сили Великої Британії |
| На честь                                                              | попередніх 10-ти кораблів флоту на ім'я «Пандора» | попередніх 10-ти кораблів флоту на ім'я «Пандора» |
| Замовлення                                                            | 7 лютого 1928 | 7 лютого 1928 |
| Закладений                                                            | 9 липня 1928 | 9 липня 1928 |
| Спуск на воду                                                         | 22 серпня 1929 | 22 серпня 1929 |
| Введений до складу флоту                                              | 30 червня 1930 | 30 червня 1930 |
| На службі                                                             | 1930–1942 | 1930–1942 |
| Сучасний статус                                                       | 1 квітня 1942 року затоплений у порту Валлетти німецькими бомбардувальниками Ju 87 ескадри StG 3 Піднятий у вересні 1943 року, але не відновлений. Розібраний на брухт у 1945 році | 1 квітня 1942 року затоплений у порту Валлетти німецькими бомбардувальниками Ju 87 ескадри StG 3 Піднятий у вересні 1943 року, але не відновлений. Розібраний на брухт у 1945 році |
| Бойовий досвід                                                        | Друга світова війна Битва на Середземному морі Мальтійські конвої Club Run | Друга світова війна Битва на Середземному морі Мальтійські конвої Club Run |
| Проєкт                                                                | | |
| Класифікація ПЧ                                                       | океанський дизель-електричний підводний човен | океанський дизель-електричний підводний човен |
| Тип ПЧ                                                                | Підводний човен типу «Партіан» | Підводний човен типу «Партіан» |
| Основні характеристики                                                | | |
| Швидкість (надводна)                                                  | 17,5 вузлів (32,4 км/год) | 17,5 вузлів (32,4 км/год) |
| Швидкість (підводна)                                                  | 9 вузлів (17 км/год) | 9 вузлів (17 км/год) |
| Дальність плавання                                                    | 8 500 миль (15 700 км) на швидкості 10 вузлів | 8 500 миль (15 700 км) на швидкості 10 вузлів |
| Екіпаж                                                                | 53 офіцери та матроси | 53 офіцери та матроси |
| Розміри                                                               | | |
| Довжина найбільша (по КВЛ)                                            | 79 м | 79 м |
| Ширина корпусу найб.                                                  | 8,5 м | 8,5 м |
| Середня осадка (по КВЛ)                                               | 4,17 м | 4,17 м |
| Водотоннажність надводна                                              | 1 817 тонн | 1 817 тонн |
| Водотоннажність підводна                                              | 2 070 тонни | 2 070 тонни |
| Силова установка                                                      | | |
| Дизель-електрична: 2 × дизельних двигуни Admiralty 2 × електродвигуни | | |
| Гвинти                                                                | 2 | 2 |
| Потужність                                                            | 4 400 к.с. (дизелі) 1 530 к.с. (електродвигуни) | 4 400 к.с. (дизелі) 1 530 к.с. (електродвигуни) |
| Озброєння                                                             | | |
| Артилерія                                                             | 1 × 102-мм гармати QF 4 inch Mk XII | 1 × 102-мм гармати QF 4 inch Mk XII |
| Торпедно- мінне озброєння                                             | 8 × 533-мм торпедних апаратів | 8 × 533-мм торпедних апаратів |
| ППО                                                                   | 2 × зенітні кулемети Lewis | 2 × зенітні кулемети Lewis |

«Пандора» (N42) (англ. HMS Pandora (N42) — військовий корабель, підводний човен типу «Партіан» Королівського військово-морського флоту Великої Британії часів Другої світової війни.

## Історія створення
«Пандора» був закладений 9 липня 1928 року на верфі компанії Vickers-Armstrongs, Барроу-ін-Фернесс. 30 червня 1930 року увійшов до складу Королівських ВМС Великої Британії.

## Історія служби
У 1950-х роках уламки «Пандори» разом із рештками інших човнів, постраждалих при бомбардуванні Мальти — P36 і P39 — були підняті, частково демонтовані, з них було знято важливі агрегати та устаткування, а потім вивезені у відкрите море біля Мальти та затоплені.